# Aeroportul Ouagadougou
Aeroportul Ouagadougou (IATA: OUA, ICAO: DFFD) este un aeroport din Ouagadougou, Ouagadougou Department⁠(d), Kadiogo⁠(d), Regiunea Centre, Burkina Faso, Burkina Faso ce deservește zona Ouagadougou. Aeroportul a fost tranzitat în 2020 de 245.280 de pasageri. A fost numit după zona deservită.
Situat la o altitudine de 96 m, aeroportul dispune de 1 pistă.

## Infrastructură

### Piste
Aeroportul dispune de o singură pistă. Pista 04/22 are suprafața de asfalt și dimensiunile 3.028 m × 45 m. 